# Catherine Monvoisin

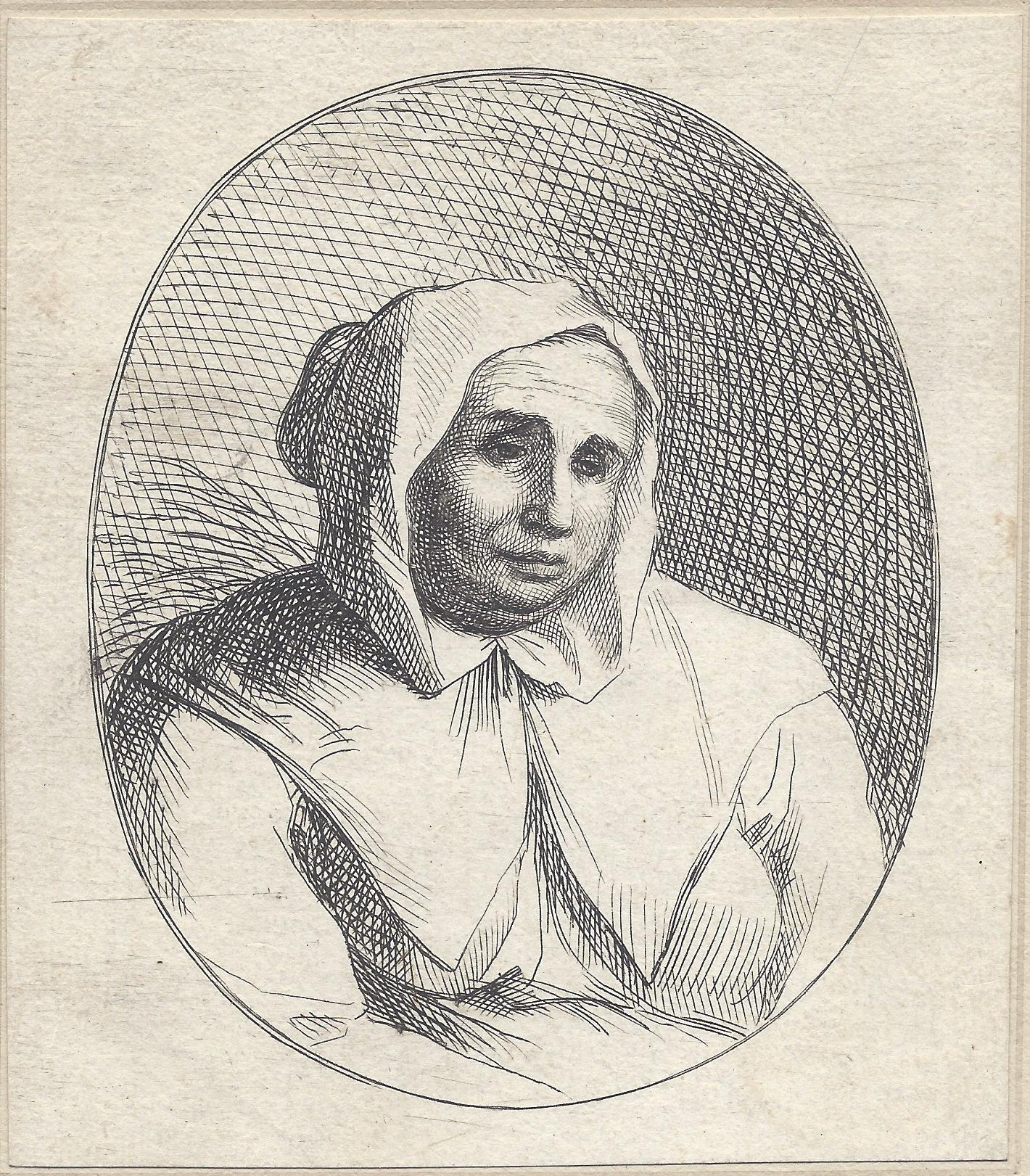
La Voisin, Probedruck von Antoine Coypel, 1680

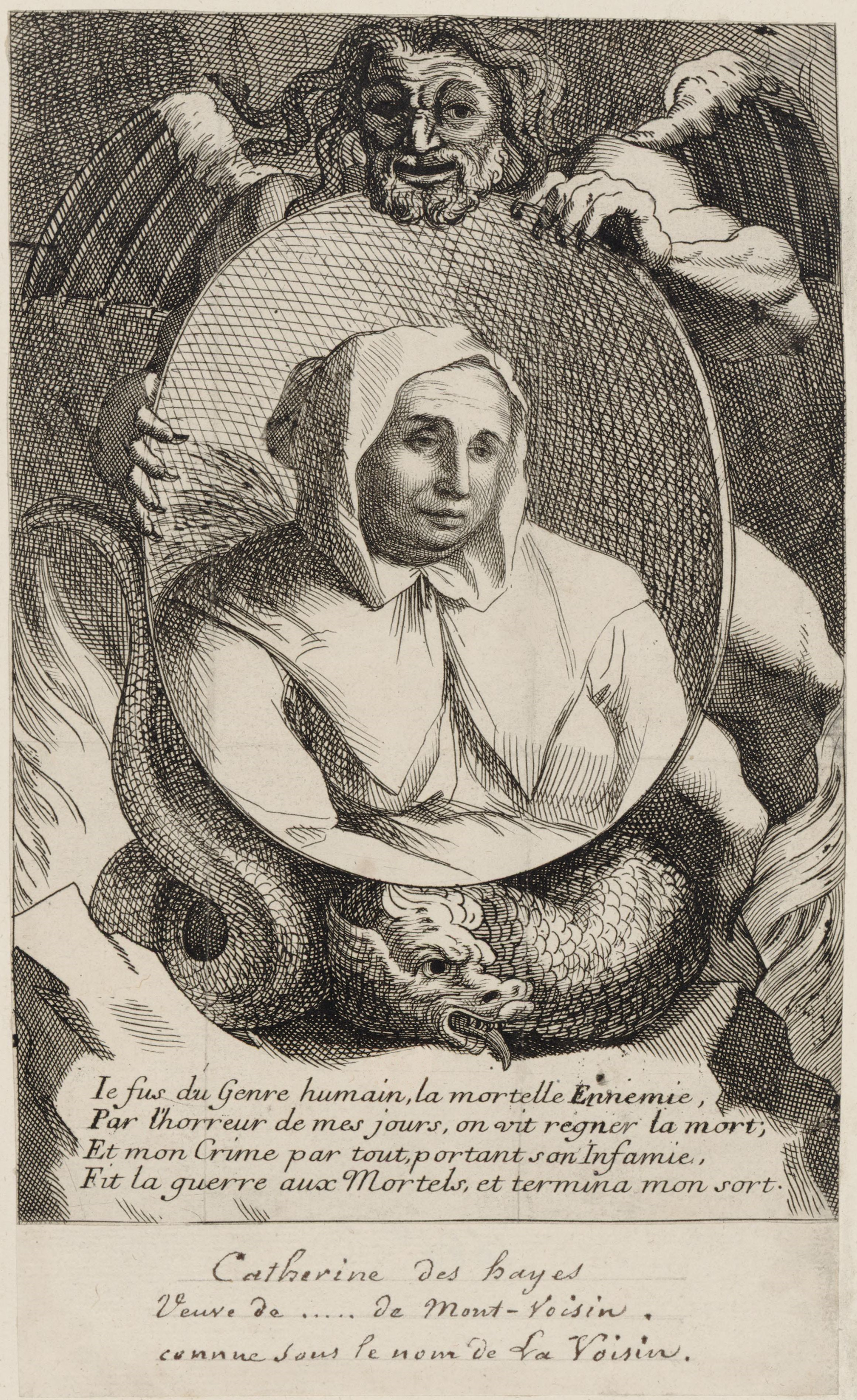
La Voisin, Illustration aus der Februarausgabe des Mercure galant, 1680

Catherine Monvoisin (* um 1640; † 22. Februar 1680 in Paris; Geburtsname Deshayes), genannt La Voisin, war eine französische Serienmörderin, wurde als angebliche Hexe verurteilt und war eine der Hauptbeteiligten in der so genannten Giftaffäre (affaire des poisons).

## Leben und Taten
Catherine Monvoisin lebte am damaligen Stadtrand von Paris. Ihr Ehemann war ein erfolgloser Juwelier. Um zu mehr Geld zu gelangen, betätigte sie sich zusammen mit ihrer sechzehnjährigen Tochter und mehreren Kolleginnen erfolgreich als sogenannte Engelmacherin, das heißt, sie half ihren (nicht selten hochgestellten oder adligen) Kundinnen, unerwünschte Schwangerschaften abzubrechen. Daneben verkaufte sie gegen hohe Honorare Liebestränke und Gifte und stellte Horoskope, um die Zukunft weiszusagen; durch angebliche Zauberei „half“ sie ihren Kunden außerdem, ungeliebten Personen oder Rivalen Schaden zuzufügen. Außerdem sagte eine Komplizin unter der Folter aus, dass gemeinsam mit dem Abbé Étienne Guibourg, der aus dem Priesteramt verstoßen worden war, Schwarze Messen zelebriert wurden, bei denen angeblich Säuglinge geopfert wurden. Das Blut der Kinder sei für Zaubertränke verwendet worden.
Viele Mitglieder des Hochadels gehörten zu ihrer Kundschaft, darunter angeblich auch Madame de Montespan, die langjährige Mätresse Ludwigs XIV., die bei La Voisin Zaubertränke gekauft und sie dem König heimlich in Essen und Trinken gemischt haben soll, um sich seine Gunst zu erhalten.
1679 kamen in der Folge des Prozesses gegen die Marquise de Brinvilliers wegen Giftmischerei in Paris Gerüchte auf, denen zufolge in der Stadt zahlreiche weitere Giftmorde verübt worden seien. Ludwig XIV. erkannte den Skandal, der sogar seinem Hof drohte, und setzte eine Sonderkommission ein, die den Anschuldigungen nachgehen sollte. Unter der Leitung des Polizeikommissars von Paris, Gabriel Nicolas de la Reynie, wurde die Kommission unter dem Namen Chambre ardente (franz. glühende Kammer) bekannt, da ihre Verfahren in einem schwarz verhängten, durch Kerzen erhellten Raum stattfanden.
Nachdem La Reynie zwei Wahrsagerinnen verhaftet hatte, beschuldigten diese unter der Folter mehrere Komplizen und La Voisin. Sie soll ihren ersten Ehemann vergiftet, Abtreibungen vorgenommen, Liebestränke zubereitet und Gift an den Hochadel verkauft haben. In ihrem Garten soll sich eine Kapelle befunden haben, in der angeblich Astaroth und Asmodaeus angebetet wurden. Zu den Gästen dieser schwarzen Messen mit Étienne Guibourg gehörten Prinzessinnen, Höflinge und der Scharfrichter.

## Hinrichtung
Catherine Monvoisin wurde der Folter unterzogen, bestand jedoch bis zum Schluss darauf, keine Hexe zu sein. Am 22. Februar 1680 wurden La Voisin und andere Komplizen, verurteilt zum Tode auf dem Scheiterhaufen, auf der Place de Grève hingerichtet.
Madame de Sévigné war Zeugin der Hinrichtung von La Voisin und schrieb in ihren Briefen: „Vor Notre-Dame hat sie sich geweigert, Abbitte zu leisten, und auf dem Greve-Platz sich mit Händen und Füßen dagegen gewehrt, auszusteigen. Man zog sie heraus und brachte sie auf den Holzstoß, band sie in sitzender Stellung mit eisernen Ketten fest, bedeckte sie mit Stroh. Sie fluchte drauflos, stieß fünf- oder sechsmal das Stroh weg, aber schließlich loderte das Feuer auf, und sie ward nicht mehr gesehen. Ihre Asche fliegt jetzt in der Luft herum. So starb Frau Voisin, berühmt für ihre Verbrechen und ihren heidnischen Unglauben.“

## La Voisin in Literatur und Film

### Film
- 1954: Versailles – Könige und Frauen (Si Versailles m'était conté) – Rolle der Voisin: Pauline Carton
- 1955: Frauen, die dem Satan dienen (L’Affaire des poisons) – Rolle: Viviane Romance
- 1966: Angélique und der König (Angélique et le roy) – Rolle: Joëlle Bernard
- 1983: Par ordre du Roy – Rolle: Anny Romand
- 1984: Der Tiefflieger (Le fou du roi) – Rolle: Gaëtan Bloom
- 1997: Marquise – Gefährliche Intrige (Marquise) – Rolle: Anémone
- 2015–2016: Versailles – Rolle der Madame Agathe: Suzanne Clément